# Luděk Munzar
Luděk Munzar (Nová Včelnice, 1933. március 20. – Prága-Modřany, 2019. január 26.) cseh színész.

## Filmjei
- Dalibor (1956)
- Dědeček automobil (1956)
- Ahol szeretni sem szabad (Ročník 21) (1957)
- Ma utoljára (Dnes naposled) (1958)
- Dulszka asszony erkölcse (Morálka paní Dulské) (1958)
- Brych polgár (Občan Brych) (1959)
- Pět z milionu (1959)
- Letiště nepřijímá (1960)
- Srpnová neděle (1961)
- Béklyók (Pouta) (1961)
- Kde řeky mají slunce (1961)
- Fáklyák (Pochodně) (1962)
- Üzenet az élőknek (Reportáž psaná na oprátce) (1962)
- Horoucí srdce (1962)
- První den mého syna (1965)
- A gyilkos halála (Atentát) (1965)
- 5 milionů svědků (1965)
- Szekérrel Bécsbe (Kočár do Vídně) (1966)
- A meztelen pásztorlány (Nahá pastýřka) (1966)
- Stud (1967, hang)
- Átutazók paradicsoma (Objížďka) (1968)
- Jarní vody (1968)
- Královský omyl (1968)
- A tréfa (Žert) (1969)
- Slečna Golem (1972)
- A halál válogat (Smrt si vybírá) (1973)
- Tajemství zlatého Buddhy (1973)
- Hetedik nap este (Sedmého dne večer) (1975)
- Falusi ballada (Škaredá dědina) (1975)
- Na konci světa (1975)
- Anna, sestra Jany (1976)
- Zrcadlo pro Kristýnu (1976)
- Üzenet a meteoritban (Odysseus a hvězdy) (1976)
- Galiba az állatkertben (Terezu bych kvůli žádné holce neopustil) (1976)
- Paleta lásky (1976)
- Az összeomlott ház (Dům Na poříčí) (1977)
- Pasiáns (1977)
- Krabat, a boszorkányinas (Čarodějův učeň) (1978, hang)
- Zrcadlení (1978)
- Silnější než strach (1979)
- Čas pracuje pro vraha (1980)
- Krakatit (Temné slunce) (1980)
- Jak napálit advokáta (1980)
- Valami van a levegőben (Něco je ve vzduchu) (1981)
- Az a perc, az a pillanat (Ta chvíle, ten okamžik) (1981)
- Poslední propadne peklu (1982)
- A harmadik királyfi (Třetí princ) (1983)
- Pod nohama nebe (1983)
- Ne viccelj az ördöggel(S čerty nejsou žerty) (1985)
- Synové a dcery Jakuba skláře (1986, tv-sorozat, 13 epizódban)
- Kdo se bojí, utíká (1987)
- Lev s bílou hřívou (1987)
- Mág (1988, hang)
- Nevinnost (2011)
- Svatá čtveřice (2012)
- Piknik (2014, tv-film)